# Longquanzhen (ort i Kina, Jilin Sheng, lat 41,52, long 128,11)
Longquanzhen (kinesiska: 龙泉镇) är en ort i Kina. Den ligger i provinsen Jilin, i den nordöstra delen av landet, omkring 360 kilometer sydost om provinshuvudstaden Changchun. Antalet invånare är 7 258. Befolkningen består av 3 397 kvinnor och 3 861 män. Barn under 15 år utgör 15,0 %, vuxna 15-64 år 76 %, och äldre över 65 år 7,0 %.
Runt Longquanzhen är det ganska glesbefolkat, med 24 invånare per kvadratkilometer. Longquanzhen är det största samhället i trakten. I omgivningarna runt Longquanzhen växer i huvudsak blandskog.
Genomsnittlig årsnederbörd är 1 068 millimeter. Den regnigaste månaden är juli, med i genomsnitt 287 mm nederbörd, och den torraste är januari, med 17 mm nederbörd.